# Thomas Midgley
Thomas Midgley (Beaver Falls, 18 mei 1889 – Worthington, 2 november 1944) was Amerikaans werktuigbouwkundig ingenieur en scheikundige.

## Levensloop
Midgley was geboren en getogen in Beaver Falls, Pennsylvania, waar zijn vader een bandenfabriek had: de Midgley Tire and Rubber Company. Van dat rubber maakte de jonge Thomas al als scholier een snelle honkbal door hem in te smeren met iepenschors. Hij ging studeren aan de Cornell-universiteit, waar hij in 1911 een graad haalde in werktuigbouwkunde. Vervolgens ging hij aan de slag op de ontwikkelafdeling van de bandenfabriek.
In 1916 begon Midgley bij General Motors in onderzoek en ontwikkeling. In 1921 werkte hij onder de Amerikaanse uitvinder Charles F. Kettering aan de Dayton Research Laboratories, een dochteronderneming van General Motors, en ontwikkelde hier de stof tetraethyllood. In december 1922 werd hij hiervoor onderscheiden door de American Chemical Society.
Begin 1923 nam Midgley ziekteverlof om te herstellen van een loodvergiftiging, die hij in een jaar onderzoek naar organisch lood had opgelopen. Later in 1923 startte General Motors de General Motors Chemical Company (GMCC) voor de productie van tetraethyllood. Kettering werd aangesteld als president, en Midgley als vicepresident. Bij de proefproductie in Dayton, Ohio stierven dat jaar twee mensen aan loodvergiftiging, en het jaar erop nog acht in DuPont's Deepwater, New Jersey, waarmee de productie op losse schroeven kwam te staan. Eind 1924 startte General Motors en Standard Oil Company een nieuwe Ethyl Corporation voor de productie van de brandstofadditieven, de ook werd geplaagd door opstartproblemen; meer gevallen van loodvergiftiging, hallucinaties, krankzinnigheid, en vijf opvolgende sterfgevallen. Het volgende jaar werden de productiefaciliteiten door de staat gesloten.
Eind jaren 1930 ontwikkelde Midgley chloorfluorkoolwaterstof (cfk), waarvoor hij in 1941 door de American Chemical Society werd onderscheiden met de Priestley Medal. Pas later bleek de schadelijke uitwerking van deze stof op het milieu. Midgley stierf in 1944, voordat de schadelijkheid bekend werd. Hij overleed toen hij verstrikt raakte in een zelfontworpen katrollenstelsel dat het hem mogelijk moest maken zonder hulp uit bed te komen nadat hij het gebruik van zijn benen was verloren door polio. Hij zou door het apparaat stikken en daarmee door zijn eigen uitvinding omkomen.

## Werk

### Tetraethyllood
Midgley ontwikkelde een interesse in de industriële toepassing van de scheikunde. In 1921 onderzocht hij tetraethyllood voor General Motors, de stof bleek toegevoegd aan benzine het kloppen van motoren te verminderen. Dit ondanks dat bekend was dat de stof giftig was, hij zou zelf later een loodvergiftiging oplopen. Overigens had Midgley twee maanden eerder een alternatief gevonden, namelijk ethanol. Onder druk van olieproducenten werd toch gekozen voor het giftige tetraethyllood.

### Chloorfluorkoolwaterstof
Later vond Midgley chloorfluorkoolwaterstof (cfk) uit, een verbinding die het tot dan toe gebruikte gevaarlijke ammoniak in koelkasten moest vervangen. Vanaf 1930 vonden de cfk's vele toepassingen, van airco's tot drijfgas in spuitbussen. Pas veel later werd ontdekt dat deze overigens weinig reactieve gassen een belangrijke rol spelen in de afbraak van ozon in de stratosfeer. Bovendien zijn cfk's een ernstig broeikasgas, waarbij ze per molecule tienduizend keer effectiever de warmte vasthouden dan koolstofdioxide.

## Trivia
De Engelse BBC presentator Stephen Fry wees in zijn tv-quiz "QI" Thomas Midgley aan als degene die de meeste schade had toegebracht aan het milieu.